# نهر ابوفلفل
نهرابوفلفل، روستایی از توابع بخش اروندکنار شهرستان آبادان در استان خوزستان ایران است.

## جمعیت
این روستا در دهستان نصار قرار دارد و براساس سرشماری عمومی نفوس و مسکن (۱۳۹۵)، جمعیت آن ۴۷۳ نفر (۱۴۵ خانوار) بوده‌است.